# The Horn Blows at Midnight
The Horn Blows at Midnight is een Amerikaanse filmkomedie uit 1945 onder regie van Raoul Walsh.

## Verhaal
De engel Athanaël moet de aarde vernietigen door te blazen op de hoorn van Gabriël. Hij wordt opgemerkt door twee gevallen engelen. Ze pogen hem van zijn taak af te houden.

## Rolverdeling
| Acteur            | Personage                            |
| ----------------- | ------------------------------------ |
| Jack Benny        | Athanaël                             |
| Alexis Smith      | Elizabeth                            |
| Dolores Moran     | Violiste / Fran Blackstone           |
| Allyn Joslyn      | Trompettist / Osidro                 |
| Reginald Gardiner | Componist / Archie Dexter            |
| Guy Kibbee        | Dirigent / Chef                      |
| John Alexander    | Trompettist / Doremus                |
| Franklin Pangborn | Technicus / Sloan                    |
| Margaret Dumont   | Madame Traviata / Juffrouw Rodholder |
| Robert Blake      | Junior Poplinsky                     |
| Ethel Griffies    | Lady Stover                          |
| Paul Harvey       | Hotelier Thompson                    |
| Mike Mazurki      | Bassist / Humphrey Rafferty          |
| Truman Bradley    | Radio-omroeper                       |